# Giuseppe Gioacchino Barozzi
Giuseppe Gioacchino Barozzi (Bologna, ... – 1780) è stato un pittore italiano.

## Biografia
Giuseppe Gioacchino Barozzi fu il maestro di suo fratello Serafino Barozzi nell'arte della pittura.
Insieme al fratello fecero un viaggio in Russia prestarono servizio come pittori e decoratori presso Caterina II nella decorazione del Palazzo Cinese. Individualmente lavorò per alcune strutture a Mosca ed eseguì diverse opere di ornamentazione nelle chiese di Bologna.
Morì nel 1780.